# San Michele di Ganzaria
Pour les articles homonymes, voir San Michele.
San Michele di Ganzaria est une commune italienne de la province de Catane dans la région Sicile en Italie.

## Histoire
La commune abrite une communauté Arbëresh, Albanais installés ici au XVe siècle, fuyant l’avance ottomane. Ces Albanais ont gardé une forte identité, parlant toujours leur langue, l’arbërisht.

## Administration
| Période                                  | Période  | Identité      | Étiquette | Qualité |
| ---------------------------------------- | -------- | ------------- | --------- | ------- |
| 2022                                     | en cours | Dino Parasole |           |         |
| Les données manquantes sont à compléter. |          |               |           |         |

### Communes limitrophes
Caltagirone, Mazzarino, Piazza Armerina, San Cono